# Kaffetjärnen (Vilhelmina socken, Lappland, 716830-157800)
Kaffetjärnen är en sjö i Vilhelmina kommun i Lappland och ingår i Ångermanälvens huvudavrinningsområde. Sjön har en area på 0,0548 kvadratkilometer och ligger 561,3 meter över havet. Kaffetjärnen ligger i Gransjömyrarna Natura 2000-område.

## Delavrinningsområde
Kaffetjärnen ingår i det delavrinningsområde (716636-157863) som SMHI kallar för Utloppet av Åsvattnet. Medelhöjden är 538 meter över havet och ytan är 12,8 kvadratkilometer. Det finns inga avrinningsområden uppströms utan avrinningsområdet är högsta punkten. Åsvattenbäcken som avvattnar avrinningsområdet har biflödesordning 4, vilket innebär att vattnet flödar genom totalt 4 vattendrag innan det når havet efter 343 kilometer. Avrinningsområdet består mestadels av skog (73 procent) och sankmarker (12 procent). Avrinningsområdet har 1,07 kvadratkilometer vattenytor vilket ger det en sjöprocent på 8,3 procent.